# Casey Murphy
Casey Grace Murphy (* 25. April 1996 in Bridgewater, New Jersey) ist eine US-amerikanische Fußballtorhüterin, die seit der Saison 2021 bei den North Carolina Courage in der National Women’s Soccer League unter Vertrag steht.

## Karriere

### Verein
Murphy begann mit fünf Jahren mit dem Fußballspielen und spielt seitdem sie zwölf Jahre alt ist nur noch im Tor. An der Bridgewater-Raritan High School spielte sie auch Basketball. Ab 2014 studierte sie an der Rutgers University und trainierte auch an der Players Development Academy.
Im Januar 2018 wurde sie bei der NWSL Draft vom Sky Blue FC gewählt, entschied sich aber für ein Engagement in Frankreich, wo sie einen Vertrag beim HSC Montpellier erhielt. Für Montpellier bestritt sie auch zwei Spiele im Viertelfinale der UEFA Women’s Champions League 2017/18, die aber gegen die Chelsea FC Women verloren wurden. Im Mai 2018 wurde sie als beste Torhüterin der Division 1 Féminine 2017/18 ausgezeichnet. Statt wie erwartet anschließend für Sky Blue zu spielen, verlängerte sie ihren Vertrag in Montpellier.
Im Mai 2019 erhielt sie einen Vertrag beim Reign FC. Im Oktober 2020 wurde sie im Tausch mit Crystal Dunn an North Carolina Courage abgegeben. Im Mai 2023 verlängerte sie für drei Jahre bei NCC.

### Nationalmannschaft
Murphy nahm Ende November/Anfang Dezember 2016 mit der U20-Mannschaft an der U-20-Fußball-Weltmeisterschaft der Frauen 2016 in Papua-Neuguinea teil und belegte dort mit ihrer Mannschaft den vierten Platz.
Im Juli 2018 wurde sie erstmals für die A-Nationalmannschaft nominiert. Sie wurde aber noch nicht eingesetzt, auch beim SheBelieves Cup 2021, für den sie ebenfalls nominiert wurde, kam sie nicht zum Einsatz.  Den hatte sie dann – nachdem sie für die wegen der COVID-19-Pandemie um ein Jahr verschobenen Olympischen Spiele 2020 nicht berücksichtigt wurde – am 27. November 2021 beim Freundschaftsspiel in Australien gegen die Matildas. Danach kam sie immer wieder im Wechsel mit Stammtorhüterin Alyssa Naeher zum Einsatz. Im Juli 2022 wurde sie in zwei Gruppenspielen und im Halbfinale der CONCACAF W Championship 2022  eingesetzt, bei der sich die US-Girls für die WM 2023 qualifizierten. Am 21. Juni 2023 wurde sie für die WM-Endrunde nominiert.
Am 26. Juni 2024 wurde sie für die Olympischen Spiele in Paris nominiert. Sie kam aber nicht zum Einsatz.

## Erfolge
- SheBelieves-Cup-Siegerin 2021 (ohne Einsatz), 2022, 2023
- 2022 und 2023: NWSL Challenge Cup (North Carolina Courage)
- 2022: CONCACAF-W-Championship-Siegerin  (ohne Finaleinsatz)
- 2024: CONCACAF-W-Gold-Cup-Siegerin  (ohne Finaleinsatz)
- Olympische Spiele 2024: Goldmedaille (ohne Einsatz)